# Lista jednostek Armii Unii ze stanu Delaware

Flaga stanowa Delaware

Stan Delaware na mapie USA

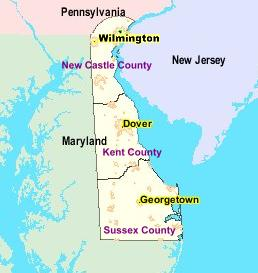
Mapa stanu Delaware

Lista jednostek Armii Unii ze stanu Delaware w czasie wojny secesyjnej 1861–1865.

## Piechota
- 1 Ochotniczy Pułk Piechoty Delaware (1st Delaware Volunteer Infantry Regiment (3 months), 1st Regiment Delaware Volunteer Infantry (3 years))
- 2 Ochotniczy Pułk Piechoty Delaware (2nd Delaware Volunteer Infantry Regiment)
- 3 Ochotniczy Pułk Piechoty Delaware (3rd Delaware Volunteer Infantry Regiment)
- 4 Ochotniczy Pułk Piechoty Delaware (4th Delaware Volunteer Infantry Regiment)
- 5 Ochotniczy Pułk Piechoty Delaware (5th Delaware Volunteer Infantry Regiment)
- 6 Ochotniczy Pułk Piechoty Delaware (6th Delaware Volunteer Infantry Regiment)
- 7 Ochotniczy Pułk Piechoty Delaware (7th Delaware Volunteer Infantry Regiment)
- 8 Ochotniczy Pułk Piechoty Delaware (8th Delaware Volunteer Infantry Regiment)
- 9 Ochotniczy Pułk Piechoty Delaware (9th Delaware Volunteer Infantry Regiment)
- Ochotnicza Kompania Piechoty Delaware Sterlinga (Sterling's Company Delaware Volunteer Infantry)

## Kawaleria
- 1 Ochotniczy Pułk Kawalerii Delaware (1st Delaware Volunteer Cavalry Regiment)
- Niezależna Ochotnicza Kompania Kawalerii Delaware Mulligana (Mulligan's Independent Company Delaware Volunteer Cavalry)

## Artyleria
- Kompania Ciężkiej Artylerii Ahla (Ahl's Heavy Artillery Company)